# 穆里亚尔多
穆里亚尔多（義大利語：Murialdo），是意大利萨沃纳省的一个市镇。总面积37.49平方公里，人口869人，人口密度23.2人/平方公里（2009年）。ISTAT代码为009040。